# Dicoides areolatus
Dicoides areolatus är en kräftdjursart som beskrevs av Hale 1946. Dicoides areolatus ingår i släktet Dicoides och familjen Gynodiastylidae. Inga underarter finns listade i Catalogue of Life.